# Bruno Morales
Bruno Daniel Morales Rodríguez (ur. 10 grudnia 2004 w Montevideo) – urugwajski piłkarz występujący na pozycji napastnika, od 2024 roku zawodnik meksykańskiej Tlaxcali.